# La Mulâtresse Solitude
La Mulâtresse Solitude (circa 1772-1802) fue una figura histórica y heroína de la lucha contra la esclavitud en la Guadalupe francesa. Es protagonista de leyendas y símbolo femenino en la lucha contra la esclavitud a lo largo de su historia. Se desconoce gran parte de su vida pero es venerada como la mujer que colideró la insurrección que culminó en la batalla de Matouba (1802) realizada en contra de la reinstauración de la esclavitud en Guadalupe.

## Biografía
Hay varias hipótesis sobre su infancia. La más extendida es que fue fruto de una violación por parte de un francés en el barco negrero que llevó a su madre al Caribe. Su madre murió cuando ella solo tenía ocho años.  Escapó de la esclavitud junto con su madre en vida, uniéndose a una comunidad cimarrona en las colinas de Guadalupe formada por otras personas negras que habían escapado de sus captores.
Era llamada «La Mulâtresse» («la mulata») por su origen. Era importante ya que la situaba en un puesto superior porque al tener la piel y los ojos claros, se le asignaban tareas domésticas en lugar de obligarla a trabajar en el campo.
Napoleón Bonaparte, tras llegar al poder a finales de 1799, decidió reinstaurar la esclavitud abolida por la Convención y promulgó la Ley del 20 de mayo de 1802, que la restablecía en las colonias francesas. Los guadalupeños opusieron resistencia. Un oficial, Joseph Ignace, tras organizar la resistencia en Pointe-à-Pitre, unió a sus hombres con los de otro insurgente, Louis Delgrès, un oficial mulato libre. Ella se unió a Louis Delgrès para luchar por su libertad.
El 21 de mayo de 1802, el general Richepance asaltó el fuerte donde se encontraban refugiados Delgrès, Ignace y sus hombres. El 22 de mayo, antes del bombardeo, Ignace y Delgrès salieron por la poterna de Galion. El puente sobre el río Galion se convertiría en un punto clave de esta batalla. Ignace, que se había dirigido a Pointe-à-Pitre, murió en combate. Delgrès se dirigió a Matouba, camino de Saint-Claude.
El 28 de mayo, Delgrès y Solitude, junto con otras 400 personas, entendieron que la batalla estaba perdida y decidieron inmolarse con pólvora en un intento por matar al mayor número posible de soldados franceses.
Solitude sobrevivió a la batalla y al bombardeo pero fue encarcelada por los franceses. Como estaba embarazada en el momento de su encarcelamiento, no fue ahorcada hasta el 29 de noviembre del mismo año, un día después de dar a luz.

## Legado

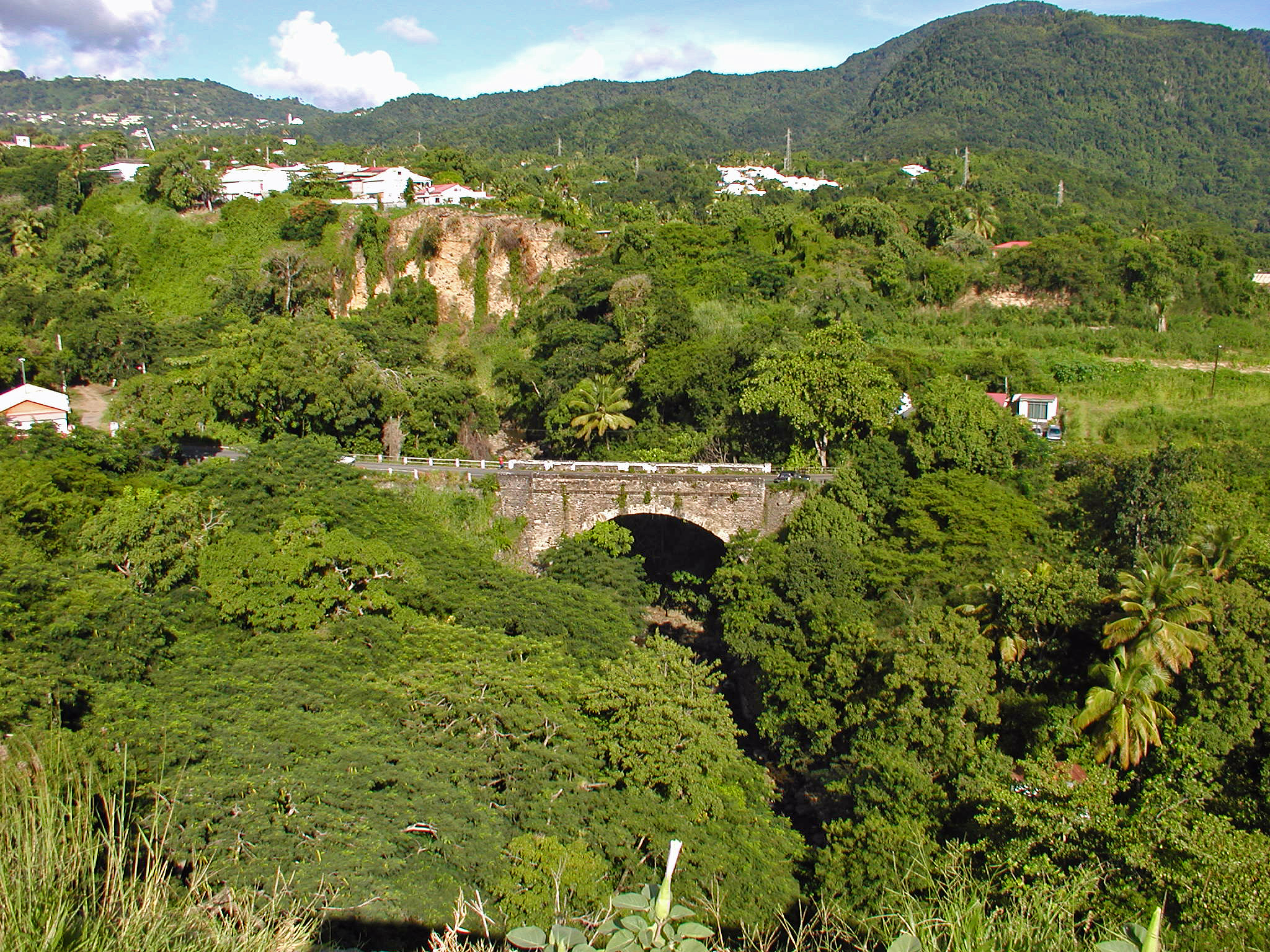
El puente sobre el río Galion, un puente arqueado construido por el abad de Talcy entre 1773 y 1780, sobre el río

- En 1999, una estatua realizada por Jacky Poulier se colocó en el bulevar Héros aux Abymes en Guadalupe.[8]
- En 2007, se erigió otra estatua en su memoria en Hauts-de-Seine, en la región de Île-de-France, para celebrar la abolición de la esclavitud y la trata de esclavos. La estatua está hecha de iroko, un tipo de madera dura africana. Según su escultor, Nicolas Alquin, es el primer monumento conmemorativo a todos los "esclavizados que resistieron".[9]
- En 2008, Pascal Vallot se inspiró en su vida para una comedia musical.[10]
- En 2011, en el marco de un proyecto de construcción de viviendas, la ciudad de Ivry-sur-Seine decidió bautizar una nueva calle con el nombre de «allée de la mulâtresse Solitude», que se inauguró en 2014.
- En la ciudad de Les Abymes en Guadalupe una calle lleva su nombre.
- En 2019, Solitude es el personaje principal de la novela Spigaoù de Frédéric Lesgrands-Terriens.[11]
- El 26 de septiembre de 2020, Anne Hidalgo, alcaldesa de París, y Jacques Martial, exdirector del Mémorial ACTe y concejal delegado de París encargado de los territorios de ultramar, inauguraron el «Jardin Solitude». Anunciaron el proyecto de instalar finalmente su estatua en este jardín. Fue la primera estatua de una mujer negra en París, donde solo hay 40 mujeres históricas entre las aproximadamente mil estatuas que hay en la ciudad.[12][13]
- Guadalupe Solitude, como también se la conoce, está siendo considerada actualmente para ser incluida en el Panteón francés que celebra la memoria de distinguidos ciudadanos franceses.[14]
- En mayo de 2022, el Correo francés emitió un sello postal titulado «Solitude v.1772-1802» en homenaje.